# Nikołajewsk nad Amurem
Nikołajewsk nad Amurem (ros. Николаевск-на-Амуре) – miasto w azjatyckiej części Rosji, w Kraju Chabarowskim, port nad Amurem, 80 km od jego ujścia do Morza Ochockiego. Około 28,5 tys. mieszkańców.
Siedziba prawosławnej eparchii nikołajewskiej.
W 1910 roku urodził się tutaj Ildefons Houwalt, polski malarz, podporucznik kawalerii Wojska Polskiego. W 1920 roku miasto padło ofiarą napadu bandy Jakowa Triapicyna, w efekcie którego wymordowana została znaczna część miejscowej ludności (oraz przebywających wówczas w mieście japońskich żołnierzy i cywilów). Ofiary zakłuwano bagnetami i topiono w Amurze. W trakcie tych wydarzeń, określanych mianem "incydentu nikołajewskiego", zamordowany został również Bronisław Barański, porucznik wojska polskiego i przedstawiciel rządu polskiego w tym mieście.

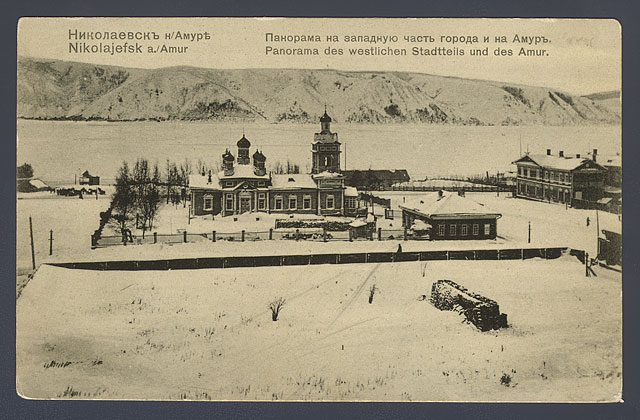
Stacja kolejowa w końcu XIX wieku